# Intel 8008
Intel 8008 je první osmibitový mikroprocesor firmy Intel. Byl navržen 1. dubna 1972 v 18pinovém provedení DIP. Pod původním kódovým označením 1201 byl původně vyvinut na zakázku firmou Computer Terminal Corporation do jejího programovatelného terminálu Datapoint 2200, ale čip byl dodán pozdě a nesplnil výkonnostní cíle, a proto nebyl k tomuto účelu použit. Díky tomu došlo k dohodě mezi CTC a Intelem, že obvod bude uveden na trh pro ostatní zákazníky.
Původní verze 8008 běžely na 0,5 MHz, později se taktovací frekvence zvýšila na 0,8 MHz. 8008 byl o trochu pomalejší než Intel 4004 a Intel 4040 co do vykonaných instrukcí za sekundu, ale tím, že 8008 zpracovával 8 bitů najednou, mohl přistupovat k mnohem většímu množství paměti RAM, což z něj dělalo CPU 3–4 × rychlejší než výše zmíněné čtyřbitové čipy.
Instrukční sada Intel 8008 a následných procesorů architektury CISC byly výrazně ovlivněny návrhem společnosti CTC.
Čip měl jednoduchou osmibitovou sběrnici a vyžadoval poměrně mnoho podpůrných obvodů. Intel 8008 mohl přistupovat k 8 vstupním a 24 výstupním portům.
Pro využití jako monitorový terminál a obecný řadič byl návrh Intel 8008 přijatelný, ale pro jiné úkoly bylo jeho použití nepraktické. Jeho hlavními nedostatky je omezená hloubka zásobníku volání a nemožnost uložit všechny registry při příchodu přerušení. Několik málo počítačů na něm bylo založeno, ale většina místo toho využila vylepšených vlastností Intel 8080.
Skupina obvodů okolo 8008 je označována MCS-8.
Procesor Intel 8008 navrhli: Victor Pooh, Harry Pyle, Marcian Hoff, Stan Mazor, Frederico Faggin a Hal Feeney.
- 0,05 MIPS.
- Rozšířená načítací logika PMOS.
- 3500 tranzistorů. Technologie 10 μm.
- 16 KiB adresovatelné paměti.
- Původně navržený pro terminál Datapoint 2200

## Návrháři
- Návrh instrukční sady a architektury: Victor Poor a Harry Pyle (CTC).
- Hardwarová implementace: Intel:
  - Jednočipovou implementaci CTC architektury navrhli Marcian „Ted“ Hoff, Stan Mazor a Larry Potter (hlavní vědecký pracovník IBM), pro registry použili paměť RAM místo posuvných registrů, přidali několik instrukcí a systém přerušení. Návrh čipu 8008 (původně nazývaného 1201) začal ještě před vývojem čipu 4004. Hoff a Mazor však nemohli vyvinout a ani nevyvinuli „křemíkový návrh“, protože nebyli ani návrháři čipů, ani návrháři procesu, a navíc ještě nebyla k dispozici potřebná metodika návrhu založená na křemíkových hradlech a obvodech, kterou pro 4004 vyvíjel Federico Faggin.[1]
  - Poté, co byl projekt pro nedostatek postupu asi na sedm měsíců pozastaven, se od ledna 1971 stal vedoucím projektu Federico Faggin, který jej v dubnu 1972 dokončil.
  - Hal Feeney, inženýr projektu, vytvořil pod dohledem Faggina detailní logický návrh, obvodový návrh a fyzické rozvržení; při tom využil stejnou metodu návrhu , kterou Faggin původně vyvinul pro mikroprocesor Intel 4004, a využil základní obvody vyvinuté pro 4004. Na čipu bylo přibližně v polovině vzdálenosti mezi spojovacími ploškami D5 a D6 vyleptáno kombinované logo „HF“.

## Architektura

Mikroarchitektura I8008

Intel 8008 byl vyráběn technologií PMOS 10 μm; první verze měly kmitočet hodin do 0,5 MHz, pozdější (8008-1) do 0,8 MHz. Instrukce trvaly 5 až 11 T-stavů a jeden T-stav byly 2 periody hodin.
Přenos dat mezi registry a aritmeticko-logické operace trvaly 5T (20 μs při 0.5 MHz), přenosy mezi registry a pamětí 8T (32 μs), volání podprogramů a skoky trvaly 11T (44 μs).
Rychlost mikroprocesoru Intel 8008 vyjádřená v instrukcích za sekundu byla poněkud nižší (36 až 80 tisíc při 0,8 MHz) než čtyřbitových Intel 4004 a Intel 4040,, ale díky tomu, že Intel 8008 zpracovával osmibitová data a mohl adresovat podstatně větší paměť, byl ve většině aplikací rychlejší. Intel 8008 obsahoval 3500 tranzistorů.
Intel 8008 měl šířku adresní sběrnice 14 bitů, což dovolovalo adresovat 16 KB paměti. Obsahoval 7 osmibitových univerzálních registrů (včetně akumulátoru), 14bitový programový čítač a sedmiúrovňový zásobník 14bitových návratových adres.

## Strojové instrukce
- Intel 8008 měl interní zásobník o hloubce 7 úrovní. Ve skutečnosti byl zásobník implementován jako soubor 8 registrů o šířce 14 bitů. Aktuální programový čítač byl vždy jedním z nich.
- Neexistovala žádná 16bitová aritmetika. Jediným párem registrů byl HL, který se (pod označením M) používal jako odkaz na paměť.
- Doba trvání instrukce je uvedena v taktech hodin. Existovaly dvě verze 8008. 8008 s rychlostí do 500 kHz a 8008-1 s rychlostí do 800 kHz. Při taktu 500kHz trvala instrukce NOP 20μs a při taktu 800kHz pro 8008-1 trvala 12,5μs.
- Na rozdíl od 8080 neexistoval žádný registr příznaků, proto není uvedena bitová pozice příznaků.
- Adresní sběrnice byla široká 14bitů, takže bylo možné adresovat pouze 16kB RAM.
- 8008 měla jen omezené možnosti přerušení. Neexistovaly instrukce pro zákaz a povolení přerušení, takže přerušení bylo stále povolené. Protože neexistovaly instrukce, které by dokázaly obsah registru uložit na zásobník nebo jej z něj načíst, bylo možné se na paměť odkazovat pouze prostřednictvím dvojice registrů HL, které bylo nutné upravit tak, aby do paměti ukládaly obsah jiných registrů. V rutině obsluhy přerušení nebylo možné uložit a poté obnovit obsah všech registrů, což činilo přerušení téměř nepoužitelným. Existovalo řešení k překonání tohoto problému; obsah registrů mohl uložen na externí port instrukcí OUT a z něj přečten pomocí instrukce IN.[8]

|    | _0                    | _1                  | _2                    | _3                  | _4                  | _5                  | _6                  | _7                  | _8                    | _9                  | _A                    | _B                  | _C                  | _D                  | _E                  | _F                  |
| 0_ | *HLT 1 8 - - - -      | *HLT 1 8 - - - -    | RLC 1 10 - - - C      | RFC 1 10/6 - - - -  | ADI d8 2 16 S Z P - | RST 0 1 10 - - - -  | LAI d8 2 16 - - - - | RET 1 10 - - - -    | INB 1 10 S Z P -      | DCB 1 10 S Z P -    | RRC 1 10 - - - C      | RFZ 1 10/6 - - - -  | ACI d8 2 16 S Z P - | RST 1 1 10 - - - -  | LBI d8 2 16 - - - - | *RET 1 10 - - - -   |
| 1_ | INC 1 10 S Z P -      | DCC 1 10 S Z P -    | RAL 1 10 - - - C      | RFS 1 10/6 - - - -  | SUI d8 2 16 S Z P - | RST 2 1 10 - - - -  | LCI d8 2 16 - - - - | *RET 1 10 - - - -   | IND 1 10 S Z P -      | DCD 1 10 S Z P -    | RAR 1 10 - - - C      | RFP 1 10/6 - - - -  | SBI d8 2 16 S Z P - | RST 3 1 10 - - - -  | LDI d8 2 16 - - - - | *RET 1 10 - - - -   |
| 2_ | INE 1 10 S Z P -      | DCE 1 10 S Z P -    |                       | RTC 1 10/6 - - - -  | NDI d8 2 16 S Z P - | RST 4 1 10 - - - -  | LEI d8 2 16 - - - - | *RET 1 10 - - - -   | INH 1 10 S Z P -      | DCH 1 10 S Z P -    |                       | RTZ 1 10/6 - - - -  | XRI d8 2 16 S Z P - | RST 5 1 10 - - - -  | LHI d8 2 16 - - - - | *RET 1 10 - - - -   |
| 3_ | INL 1 10 S Z P -      | DCL 1 10 S Z P -    |                       | RTS 1 10/6 - - - -  | ORI d8 2 16 S Z P - | RST 6 1 10 - - - -  | LLI d8 2 16 - - - - | *RET 1 10 - - - -   |                       |                     |                       | RTP 1 10/6 - - - -  | CPI d8 2 16 S Z P - | RST 7 1 10 - - - -  | LMI d8 2 18 - - - - | *RET 1 10 - - - -   |
| 4_ | JFC w 3 22/18 - - - - | INP 0 1 16 - - - -  | CFC w 3 22/18 - - - - | INP 1 1 16 - - - -  | JMP w 3 22 - - - -  | INP 2 1 16 - - - -  | CAL w 3 22 - - - -  | INP 3 1 16 - - - -  | JFZ w 3 22/18 - - - - | INP 4 1 16 - - - -  | CFZ w 3 22/18 - - - - | INP 5 1 16 - - - -  | *JMP w 3 22 - - - - | INP 6 1 16 - - - -  | *CAL w 3 22 - - - - | INP 7 1 16 - - - -  |
| 5_ | JFS w 3 22/18 - - - - | OUT 8 1 12 - - - -  | CFS w 3 22/18 - - - - | OUT 9 1 12 - - - -  | *JMP w 3 22 - - - - | OUT 10 1 12 - - - - | *CAL w 3 22 - - - - | OUT 11 1 12 - - - - | JFP w 3 22/18 - - - - | OUT 12 1 12 - - - - | CFP w 3 22/18 - - - - | OUT 13 1 12 - - - - | *JMP w 3 22 - - - - | OUT 14 1 12 - - - - | *CAL w 3 22 - - - - | OUT 15 1 12 - - - - |
| 6_ | JTC w 3 22/18 - - - - | OUT 16 1 12 - - - - | CTC w 3 22/18 - - - - | OUT 17 1 12 - - - - | *JMP w 3 22 - - - - | OUT 18 1 12 - - - - | *CAL w 3 22 - - - - | OUT 19 1 12 - - - - | JTZ w 3 22/18 - - - - | OUT 20 1 12 - - - - | CTZ w 3 22/18 - - - - | OUT 21 1 12 - - - - | *JMP w 3 22 - - - - | OUT 22 1 12 - - - - | *CAL w 3 22 - - - - | OUT 23 1 12 - - - - |
| 7_ | JTS w 3 22/18 - - - - | OUT 24 1 12 - - - - | CTS w 3 22/18 - - - - | OUT 25 1 12 - - - - | *JMP w 3 22 - - - - | OUT 26 1 12 - - - - | *CAL w 3 22 - - - - | OUT 27 1 12 - - - - | JTP w 3 22/18 - - - - | OUT 28 1 12 - - - - | CTP w 3 22/18 - - - - | OUT 29 1 12 - - - - | *JMP w 3 22 - - - - | OUT 30 1 12 - - - - | *CAL w 3 22 - - - - | OUT 31 1 12 - - - - |
| 8_ | ADA 1 10 S Z P C      | ADB 1 10 S Z P C    | ADC 1 10 S Z P C      | ADD 1 10 S Z P C    | ADE 1 10 S Z P C    | ADH 1 10 S Z P C    | ADL 1 10 S Z P C    | ADM 1 16 S Z P C    | ACA 1 10 S Z P C      | ACB 1 10 S Z P C    | ACC 1 10 S Z P C      | ACD 1 10 S Z P C    | ACE 1 10 S Z P C    | ACH 1 10 S Z P C    | ACL 1 10 S Z P C    | ACM 1 16 S Z P C    |
| 9_ | SUA 1 10 S Z P C      | SUB 1 10 S Z P C    | SUC 1 10 S Z P C      | SUD 1 10 S Z P C    | SUE 1 10 S Z P C    | SUH 1 10 S Z P C    | SUL 1 10 S Z P C    | SUM 1 16 S Z P C    | SBA 1 10 S Z P C      | SBB 1 10 S Z P C    | SBC 1 10 S Z P C      | SBD 1 10 S Z P C    | SBE 1 10 S Z P C    | SBH 1 10 S Z P C    | SBL 1 10 S Z P C    | SBM 1 16 S Z P C    |
| A_ | NDA 1 10 S Z P C      | NDB 1 10 S Z P C    | NDC 1 10 S Z P C      | NDD 1 10 S Z P C    | NDE 1 10 S Z P C    | NDH 1 10 S Z P C    | NDL 1 10 S Z P C    | NDM 1 16 S Z P C    | XRA 1 10 S Z P C      | XRB 1 10 S Z P C    | XRC 1 10 S Z P C      | XRD 1 10 S Z P C    | XRE 1 10 S Z P C    | XRH 1 10 S Z P C    | XRL 1 10 S Z P C    | XRM 1 16 S Z P C    |
| B_ | ORA 1 10 S Z P C      | ORB 1 10 S Z P C    | ORC 1 10 S Z P C      | ORD 1 10 S Z P C    | ORE 1 10 S Z P C    | ORH 1 10 S Z P C    | ORL 1 10 S Z P C    | ORM 1 16 S Z P C    | CPA 1 10 S Z P C      | CPB 1 10 S Z P C    | CPC 1 10 S Z P C      | CPD 1 10 S Z P C    | CPE 1 10 S Z P C    | CPH 1 10 S Z P C    | CPL 1 10 S Z P C    | CPM 1 16 S Z P C    |
| C_ | NOP 1 10 - - - -      | LAB 1 10 - - - -    | LAC 1 10 - - - -      | LAD 1 10 - - - -    | LAE 1 10 - - - -    | LAH 1 10 - - - -    | LAL 1 10 - - - -    | LAM 1 16 - - - -    | LBA 1 10 - - - -      | LBB 1 10 - - - -    | LBC 1 10 - - - -      | LBD 1 10 - - - -    | LBE 1 10 - - - -    | LBH 1 10 - - - -    | LBL 1 10 - - - -    | LBM 1 16 - - - -    |
| D_ | LCA 1 10 - - - -      | LCB 1 10 - - - -    | LCC 1 10 - - - -      | LCD 1 10 - - - -    | LCE 1 10 - - - -    | LCH 1 10 - - - -    | LCL 1 10 - - - -    | LCM 1 16 - - - -    | LDA 1 10 - - - -      | LDB 1 10 - - - -    | LDC 1 10 - - - -      | LDD 1 10 - - - -    | LDE 1 10 - - - -    | LDH 1 10 - - - -    | LDL 1 10 - - - -    | LDM 1 16 - - - -    |
| E_ | LEA 1 10 - - - -      | LEB 1 10 - - - -    | LEC 1 10 - - - -      | LED 1 10 - - - -    | LEE 1 10 - - - -    | LEH 1 10 - - - -    | LEL 1 10 - - - -    | LEM 1 16 - - - -    | LHA 1 10 - - - -      | LHB 1 10 - - - -    | LHC 1 10 - - - -      | LHD 1 10 - - - -    | LHE 1 10 - - - -    | LHH 1 10 - - - -    | LHL 1 10 - - - -    | LHM 1 16 - - - -    |
| F_ | LLA 1 10 - - - -      | LLB 1 10 - - - -    | LLC 1 10 - - - -      | LLD 1 10 - - - -    | LLE 1 10 - - - -    | LLH 1 10 - - - -    | LLL 1 10 - - - -    | LLM 1 16 - - - -    | LMA 1 14 - - - -      | LMB 1 14 - - - -    | LMC 1 14 - - - -      | LMD 1 14 - - - -    | LME 1 14 - - - -    | LMH 1 14 - - - -    | LML 1 14 - - - -    | HLT 1 8 - - - -     |
|    | _0                    | _1                  | _2                    | _3                  | _4                  | _5                  | _6                  | _7                  | _8                    | _9                  | _A                    | _B                  | _C                  | _D                  | _E                  | _F                  |

## Ukázka kódu
Následující zdrojový kód v jazyce symbolických adres Intel 8008 je procedura MEMCPY pro kopírování bloku dat zadané délky z jednoho místa v paměti na jiné.
```
                    
; MEMCPY --

                    
; Zkopíruje blok paměti z jednoho místa na jiné.

                    
;

                    
; Vstupní parametry

                    
;       SRC: 14bitová adresa začátku zdrojového bloku

                    
;       DST: 14bitová adresa začátku cílového bloku

                    
;       CNT: 14bitová délka bloku v bytech

 

                                
ORG
     
1700Q
       
;Data na adrese 001700q

001700
  
000
         
SRC
         
DFB
     
0
           
;SRC, nižší byte

001701
  
000
                     
DFB
     
0
           
;     vyšší byte

001702
  
000
         
DST
         
DFB
     
0
           
;DST, nižší byte

001703
  
000
                     
DFB
     
0
           
;     vyšší byte

001704
  
000
         
CNT
         
DFB
     
0
           
;CNT, nižší byte

001705
  
000
                     
DFB
     
0
           
;     vyšší byte

                                
ORG
     
2000Q
       
;Kód na adrese 002000q

002000
  
066
 
304
     
MEMCPY
      
LLI
     
CNT
+
0
       
;HL = addr(CNT)

002002
  
056
 
003
                 
LHI
     
CNT
+
1

002004
  
327
                     
LCM
                 
;BC = CNT

002005
  
060
                     
INL

002006
  
317
                     
LBM

002007
  
302
         
LOOP
        
LAC
                 
;Jestliže BC = 0,

002010
  
261
                     
ORB

002011
  
053
                     
RTZ
                 
;Návrat

002012
  
302
         
DECCNT
      
LAC
                 
;BC = BC-1

002013
  
024
 
001
                 
SUI
     
1

002015
  
320
                     
LCA

002016
  
301
                     
LAB

002017
  
034
 
000
                 
SBI
     
0

002021
  
310
                     
LBA

002022
  
066
 
300
     
GETSRC
      
LLI
     
SRC
+
0
       
;HL = addr(SRC)

002024
  
056
 
003
                 
LHI
     
SRC
+
1

002026
  
347
                     
LEM
                 
;DE = SRC

002027
  
060
                     
INL

002030
  
337
                     
LDM

002031
  
302
                     
LAC
                 
;HL = DE+BC

002032
  
206
                     
ADE

002033
  
360
                     
LLA

002034
  
301
                     
LAB

002035
  
215
                     
ACD

002036
  
350
                     
LHA

002037
  
307
                     
LAM
                 
;Načti A z adresy (HL)

002040
  
066
 
302
     
GETDST
      
LLI
     
DST
+
0
       
;HL = addr(DST)

002042
  
056
 
003
                 
LHI
     
DST
+
1

002044
  
347
                     
LEM
                 
;DE = DST

002045
  
060
                     
INL

002046
  
337
                     
LDM

002047
  
364
                     
LLE
                 
;HL = DE

002050
  
353
                     
LHD

002051
  
330
                     
LDA
                 
;D = A

002052
  
302
                     
LAC
                 
;HL = HL+BC

002053
  
206
                     
ADL

002054
  
360
                     
LLA

002055
  
301
                     
LAB

002056
  
215
                     
ACH

002057
  
350
                     
LHA

002060
  
373
                     
LMD
                 
;Ulož D na adresu (HL)

002061
  
104
 
007
 
004
             
JMP
     
LOOP
        
;Opakovat

002064
                          
END

```

Všechny hodnoty v kódu jsou v osmičkové soustavě. Lokace SRC, DST, a hodnota CNT jsou 16bitové parametry podprogramu MEMCPY. Ve skutečnosti se používá pouze 14 bitů, protože procesor má velikost adresy 14 bitů. Hodnoty jsou uloženy ve formátu little endian, ale protože procesor není schopen na rozdíl od Intel 8080 číst nebo zapisovat více než 1 byte v jedné instrukci, jedná se o arbitrární volbu. Protože neexistuje instrukce pro načtení registru přímo ze zadané adresy, musí se adresa nejdříve načíst do dvojice registrů HL, která se použije pro nepřímé adresování paměti jako pseudoregistr M. Do dvojice registrů BC je načtena hodnota parametru CNT, která se snižuje o jedničku na konci smyčky, dokud nedosáhne hodnoty 0. Všimněte si, že většina instrukcí zabírá 8 bitů.